# 터커 스미스
터커 스미스(Tucker Smith, 1936년 4월 24일 ~ 1988년 12월 22일)는 미국의 배우, 연극 배우, 텔레비전 배우이다.
필라델피아에서 태어났으며 로스앤젤레스에서 사망하였다.

## 영화
- 프로젝트 최고의 헤어샵 (2008년)
- 유캔댄스 (2005년)
- 하츠 오브 더 웨스트 (1975년)
- 헬로 돌리 (1969년)
- 프로듀서 (1968년)
- 성공시대 (1967년)
- 웨스트 사이드 스토리 (1961년) - 아이스 역